# Vie romane in Gallia

Rete di vie romane in Gallia

Le vie romane in Gallia sono una serie di strade realizzate dai Romani nelle province della Gallia.

## Via Domizia
La via, la prima strada romana ad essere costruita in Gallia fu realizzata dal generale romano Gneo Domizio Enobarbo, dal quale prese il nome, nel 118 a.C., per permettere la comunicazione tra le nuove colonie romane della Gallia meridionale e l'Italia, costituendo inoltre il percorso verso la Spagna.
La via proveniva da Segusium (Susa) e passava le Alpi al colle del Monginevro per seguire quindi la valle della Durance. Si dirigeva quindi verso il Rodano attraverso Eburodunum (Embrun), Vapincum (Gap), Apta Julia (Apt), Glanum (Saint-Rémy-de-Provence), oltrepassando il fiume in corrispondenza di Ugernum (Beaucaire). Raggiungeva quindi Nemausus (Nîmes), aggirando il territorio della città indipendente di Massalia (Marsiglia. Oltre Nîmes passa per il sito della futura Montpellier e ancora per Baetiris (Béziers), la colonia romana di Narbo Martius (Narbona). Presso Ad Salsulae (Salses-le-Château) si divideva in un duplice percorso, sul quale sono state fatte diverse ipotesi, per attraversare i Pirenei
Il percorso della strada è riportato sull'itinerario tracciato sui bicchieri di Vicarello, nella Tavola Peutingeriana e sull'Itinerario antonino.

## Via di Agrippa
Marco Vipsanio Agrippa ebbe da Augusto l'incarico di riorganizzare le province galliche dopo il suo terzo consolato dell'anno 27 a.C. In tale occasione tracciò una serie di strade a partire dalla città di Lugdunum, l'odierna Lione, capitale della Gallia Lugdunense e sede del santuario federale provinciale. La datazione è variamente attribuita ai tre periodi in cui Agrippa era stato in Gallia, ovvero al 39-38 a.C., oppure al 22-21 a.C., o ancora al 16-13 a.C..
Il progetto di Agrippa comprendeva: 
- in direzione ovest, la via verso Mediolanum Santonum (Saintes), citata nella Tavola Peutingeriana e conosciuta come Chemin pierré;
- in direzione nord, una via verso Durocortorum o Durocortora (Reims), capitale della Gallia Belgica, Bellovacum (Beauvais) e Samarobriva (Amiens);
- in direzione est, al Reno, una via verso Andemantunnum (Langres) e la colonia Augusta Treverorum (Treviri), fondata nel 17 a.C.;
- in direzione sud, verso il mar Mediterraneo, la via che seguiva la valle del Rodano fino a Massilia (Marsiglia).

## Via Giulia Augusta
Prende il nome di via Giulia Augusta, dall'imperatore Augusto, la continuazione della via Aurelia che l'imperatore Augusto fece costruire tra Placentia (Piacenza) e Arelate (Arles), sul fiume Rodano, tra il 13 e il 12 a.C.

## Via Aquitania
Una via venne costruita subito dopo la morte di Augusto, nel 14 d.C. per mettere in comunicazione Narbo (Narbona), capitale della provincia della Gallia Narbonense con Tolosa e con Burdigala (Bordeaux).

## Via di Antonino o via degli Elvii
La via che raddoppiava la via Agrippa sull'opposta riva del Rodano, riprendendo un percorso già utilizzato da lunghissimo tempo, prende il nome dell'imperatore Antonino Pio in seguito alla sistemazione dei miliari fatta eseguire nel 145. La via metteva in comunicazione Valentia (Valence) con colonia Nemausa (Nîmes) e con Alba Helviorum (Alba-la-Romaine).

## Via delle Alpi
A partire da Valentia (Valence), dove si biforcavano la via di Agrippa e la via degli Elvi, entrambe lungo il Rodano, una via permetteva di raggiungere la precedente via Domizia alla valle della Durance e al colle del Monginevro e oltrepassare quindi le Alpi verso l'Italia.
La via è riportata sulla Tabula Peutingeriana, sull'Itinerarium Antonini e sull'Itinerarium Burdigalense.